# شريان شفري خلفي
الشرايين الشفرية الخلفية (بالإنجليزية: Posterior labial arteries) هي فروع من الشريان الفرجي الغائر، وتقوم بتغذية الشفرين الكبيرين من الناحية الخلفية في الجهاز التناسلي الأنثوي